# 巴拉特甘杰
巴拉特甘杰（Bharatganj），是印度北方邦Allahabad县的一个城镇。总人口15252（2001年）。

## 人口
该地2001年总人口15252人，其中男性7982人，女性7270人；0—6岁人口3043人，其中男1567人，女1476人；识字率47.69%，其中男性为58.76%，女性为35.53%。